# شحرور (الحد)

تعديل مصدري - تعديل

شحرور هي إحدى قرى عزلة الحد بمديرية الحد التابعة لمحافظة لحج، بلغ تعداد سكانها 272 نسمة حسب تعداد اليمن لعام 2004.